# Zygmunt Dębski
Zygmunt Dębski (ur. 14 kwietnia 1917, zm. 9 marca 1997) – polski „Sprawiedliwy wśród Narodów Świata”.

## Życiorys
W trakcie II wojny światowej zamieszkiwał we Lwowie, gdzie był działaczem Armii Krajowej. Mieszkał przy ul. Rybackiej 24, a przed 1939 r. studiował na Politechnice Lwowskiej. Na początku okupacji niemieckiej Lwowa w 1941 r. Dębski poznał Żyda, Dawida Duczka Akselblada, za pośrednictwem niejakiej Ireny Cieleckiej. Po ucieczce Żyda z getta ukrywał go u siebie. Wedle oświadczenia Dębskiego, złożonego już po wojnie, towarzyszył on Duczkowi w podróżach do Jarosławia, gdzie odwiedzali w żydowskim getcie rodzinę dr. Zilbersteina, dawniej dyrektora banku PKO we Lwowie, przewożąc im żywność. Razem wyprowadzili też z Gródka Jagiellońskiego dziadka Duczka i jego rodzinę. Dębski przewiózł też małżeństwo żydowskie ze Lwowa do Borysławia. Z kolei z pomocą znajomych Dębski usunął stronę dotyczącą rodziny Cieleckiej (której matka była Żydówką) z ksiąg meldunkowych.

Niestety po wojnie nie było dane zarówno Dębskiemu jak i Duczkowi cieszyć się z wolności. Jak wspominał Zygmunt po latachː
„Przeżyliśmy straszną gehennę hitlerowską, kilka razy byliśmy aresztowani, bojówki AK-wskie nas odbijały i gdy miał nadejść pokój i radość to mój przyjaciel został aresztowany, wywieziony, zniszczony moralnie, fizycznie i psychicznie”.
Po wojnie Dębski związał się z Cielecką, z którą wyjechał do Gliwic wraz z jej matką i bratem Bolesławem. Tam pobrali się i wychowywali dwoje dzieci.
Zygmunt Dębski jest pochowany na Cmentarzu Lipowym w Gliwicach (sektorː C2, rządː 18, nr grobuː 5).
27 sierpnia 1988 r. Instytut Jad Waszem uhonorował Zygmunta Dębskiego medalem „Sprawiedliwy wśród Narodów Świata”.